# Nhà hát Broadway

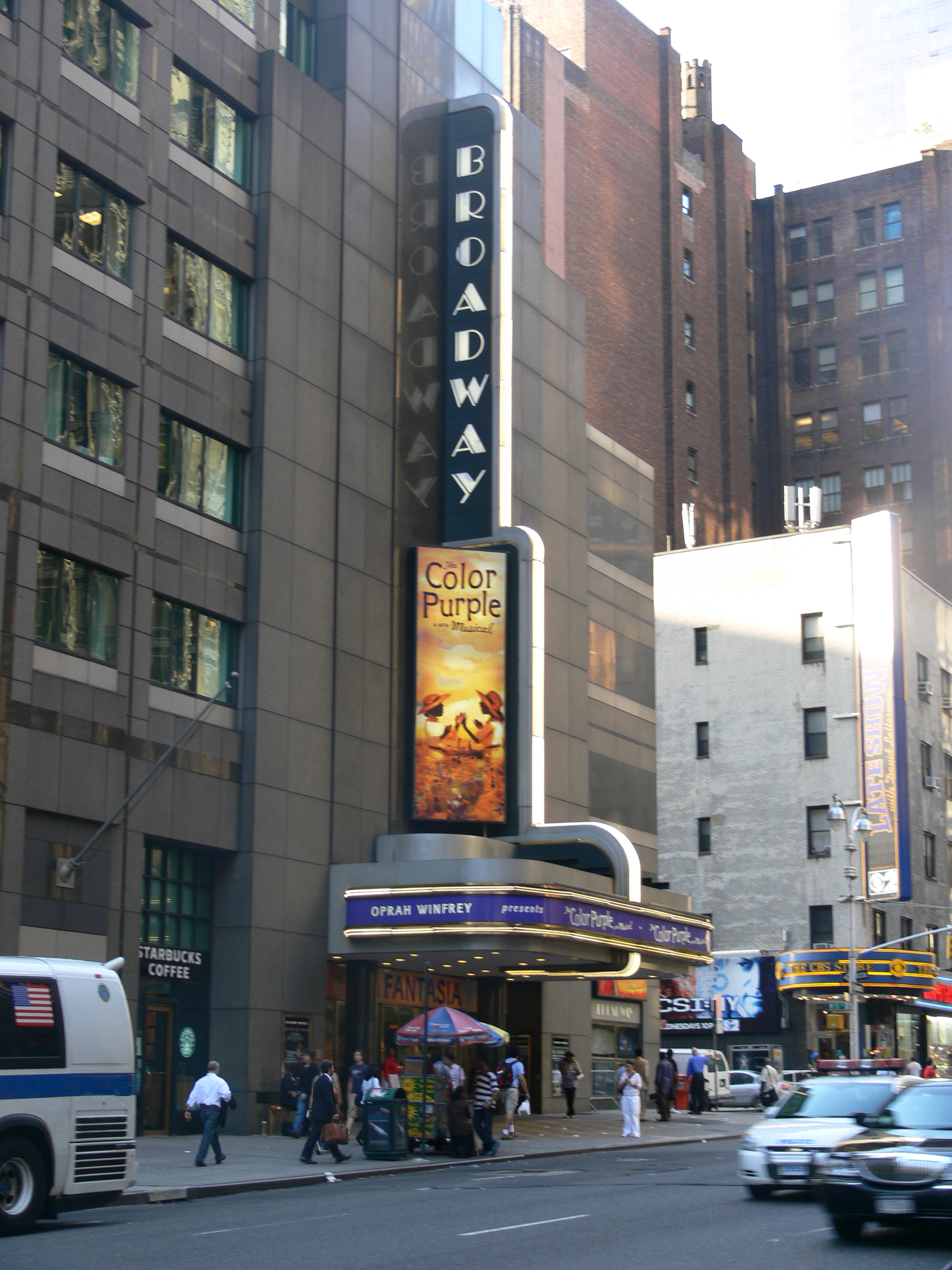
Nhà hát Broadway

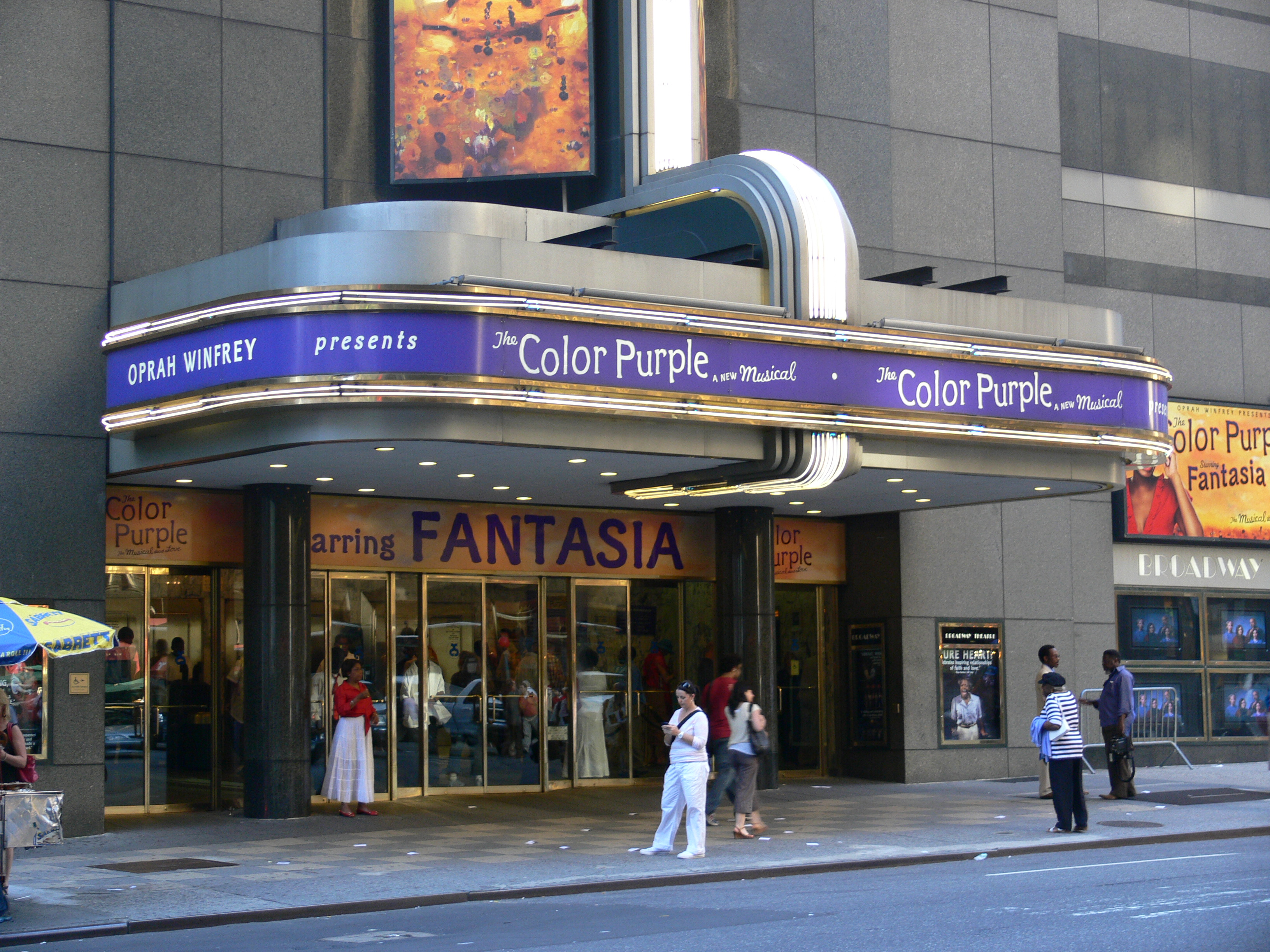
Nhà hát Broadway

Nhà hát Broadway (tiếng Anh: Broadway Theatre) là một nhà hát thuộc sân khấu Broadway, tọa lạc tại số 1681 đại lộ Broadway, khu Manhattan, New York, Hoa Kỳ.
Thiết kế bởi kiến trúc sư Eugene DeRosa theo đặt hàng của Benjamin S. Moss, mở cửa lần đầu vào Giáng sinh năm 1924 với tên gọi B.S. Moss's Colony Theatre, biểu diễn các chương trình tạp kỹ và chiếu bóng.
Nó đã được đổi tên lần lượt thành Universal's Colony Theatre, B.S. Moss' Broadway Theatre, và Earl Carroll's Broadway Theatre trước khi trở có cái tên chính thức Broadway Theatre vào ngày 8 tháng 12 năm 1930. (Năm 1937, được biết đến như là Ciné Roma, khi trình chiếu các bộ phim Ý).
Shuberts mua lại sân khấu này năm 1939. Nó đã được nâng cấp và mở rộng trong các năm 1956 và 1986. Với sân khấu lớn (gần 60 foot chiều sâu) và nhiều chỗ ngồi (1761 ghế) đã lập thành một nhà hát nổi tiếng, biểu diễn các vở nhạc kịch trong suốt cả năm.

## Các vở nổi tiếng
- 1930: The New Yorkers
- 1932: Troilus and Cressida
- 1940: Walt Disney's Fantasia
- 1941: Too Many Girls
- 1942: My Sister Eileen
- 1943: Lady in the Dark, Carmen Jones
- 1946: Beggar's Holiday
- 1948: The Cradle Will Rock, High Button Shoes
- 1951: Where's Charley?, Oklahoma!
- 1952: Kiss Me, Kate
- 1953: South Pacific
- 1956: Mr. Wonderful
- 1957: The Most Happy Fella; Shinbone Alley
- 1958: The Body Beautiful
- 1959: West Side Story, Gypsy
- 1960: The Music Man
- 1961: Fiorello!, Kean
- 1962: My Fair Lady, I Can Get It for You Wholesale
- 1965: Baker Street
- 1966: Funny Girl
- 1968: Cabaret
- 1969: Mame
- 1970: Fiddler on the Roof
- 1972: Dude
- 1974: Candide
- 1976: Guys and Dolls
- 1977: The Wiz
- 1978: Evita
- 1983: Zorba
- 1984: The Three Musketeers
- 1985: The King and I
- 1987: Les Misérables
- 1991: Miss Saigon
- 2004: Bombay Dreams
- 2005: The Color Purple
- 2008: Cirque Dreams Jungle Fantasy, Shrek (scheduled December opening)[1]